# 428 ~봉쇄된 시부야에서~
《428 ~봉쇄된 시부야에서》(일본어: 428 封鎖された渋谷で~ 욘니하치 ~후사사레타시부야데~[*]))는 춘 소프트 개발, 세가가 발매한 Wii용 사운드 노벨게임이다. 세가×춘 소프트 프로젝트 작품 중 하나.
2009년 9월에는 스파이크에서 플레이스테이션 3판 및 플레이스테이션 포터블판을 발매. 인터페이스 개조와 PS3판은 하이비전 출력과 리얼 5.1채널 사운드에 대응하게 했다. 게임 본편에서 추가 요소는 없으며 스페셜 에피소드로 Wii판 전 21화에 더해 PS3・PSP판은 22화 〈御法川実〉가 추가되었다.
2010년 2월 25일에는 Wii판이 〈모두의 추천 셀렉션〉으로 2800엔 (세금 포함)으로 재발매되었다

## 평가
| 평가                                       |         |
| ------------------------------------------ | ------- |
| 평론 점수 평론사 점수 패미츠 40 / 40 [ 3 ] |         |
| 평론 점수                                  |         |
| 평론사                                     | 점수    |
| 패미츠                                     | 40 / 40 |